# Liste der Nummer-eins-Hits in Österreich (1997)
Diese Liste enthält alle Nummer-eins-Hits in Österreich im Jahr 1997. Sie basiert auf den Top 75 der österreichischen Charts bei den Singles und bei den Alben. Es gab in diesem Jahr 11 Nummer-eins-Singles und 18 Nummer-eins-Alben.

## Singles
| ← 1996 ← | Liste der Nummer-eins-Hits in Österreich | Liste der Nummer-eins-Hits in Österreich | Liste der Nummer-eins-Hits in Österreich | 1998 →                    |
| \| Zeitraum \| Wo. ges. \| Interpret \| Titel Autor(en) \| Zusätzliche Informationen \| \| (Zeitraum, Wochen auf Platz eins, Interpret, Titel, Autor[en], zusätzliche Informationen) \| \| \| \| \| \| ----------------------------------------------------------------------------------------- \| -------- \| ------------------------------------ \| ------------------------------------------------------------------------------------------------------------------------------------------------------------------------------ \| ------------------------- \| \| 24. November 1996 – 18. Januar 1997 8 Wochen \| 8 \| Backstreet Boys \| Quit Playing Games (with My Heart) Martin Karl Sandberg, Herbert St. Clair Crichlow \| – \| \| 19. Januar 1997 – 25. Januar 1997 1 Woche \| 1 \| Toni Braxton \| Un-Break My Heart Diane Eve Warren \| – \| \| 26. Januar 1997 – 15. Februar 1997 3 Wochen \| 3 \| Sarah Brightman & Andrea Bocelli \| Time to Say Goodbye (Con te partiró) Musik: Francesco Sartori; Text: Lucio Quarantotto \| – \| \| 16. Februar 1997 – 5. April 1997 7 Wochen \| 7 \| No Mercy \| When I Die Musik: Frank Farian, Dietmar Kawohl; Text: Peter Bischof-Fallenstein, Diane Eve Warren \| – \| \| 6. April 1997 – 3. Mai 1997 4 Wochen \| 4 \| Tic Tac Toe \| Warum? Thorsten Börger \| – \| \| 4. Mai 1997 – 17. Mai 1997 2 Wochen (insgesamt 7) \| 7 \| Rainhard Fendrich \| Blond Musik: Rainhard Fendrich, Harold Faltermeier; Text: Rainhard Fendrich \| – \| \| 18. Mai 1997 – 24. Mai 1997 1 Woche \| 1 \| Spice Girls \| Mama Matthew Paul Rowbottom, Richard Frederick Stannard, Melanie Janine Brown, Victoria Caroline Beckham, Geraldine Estelle Halliwell, Emma Lee Bunton, Melanie Jayne Chisholm \| – \| \| 25. Mai 1997 – 28. Juni 1997 5 Wochen (insgesamt 7) \| 7 \| Rainhard Fendrich \| Blond Musik: Rainhard Fendrich, Harold Faltermeier; Text: Rainhard Fendrich \| – \| \| 29. Juni 1997 – 19. Juli 1997 3 Wochen \| 3 \| Hanson \| MMMBop Clarke Isaac Hanson, Jordan Taylor Hanson, Zachary Walker Hanson \| – \| \| 20. Juli 1997 – 27. September 1997 10 Wochen \| 10 \| Puff Daddy feat. Faith Evans und 112 \| I’ll Be Missing You Faith Renee Evans, Gordon Matthew Sumner, Todd Gaither \| – \| \| 28. September 1997 – 31. Januar 1998 18 Wochen \| 18 \| Elton John \| Something About the Way You Look Tonight / Candle in the Wind ’97 Elton John, Bernie Taupin \| – \| |                                          |                                          | |                           |
| ← 1996 |                                          |                                          | | → 1998 →                  |
| Zeitraum | Wo. ges.                                 | Interpret                                | Titel Autor(en) | Zusätzliche Informationen |
| (Zeitraum, Wochen auf Platz eins, Interpret, Titel, Autor[en], zusätzliche Informationen) |                                          |                                          | |                           |
| 24. November 1996 – 18. Januar 1997 8 Wochen | 8                                        | Backstreet Boys                          | Quit Playing Games (with My Heart) Martin Karl Sandberg, Herbert St. Clair Crichlow                                                                                            | –                         |
| 19. Januar 1997 – 25. Januar 1997 1 Woche | 1                                        | Toni Braxton                             | Un-Break My Heart Diane Eve Warren | –                         |
| 26. Januar 1997 – 15. Februar 1997 3 Wochen | 3                                        | Sarah Brightman & Andrea Bocelli         | Time to Say Goodbye (Con te partiró) Musik: Francesco Sartori; Text: Lucio Quarantotto                                                                                         | –                         |
| 16. Februar 1997 – 5. April 1997 7 Wochen | 7                                        | No Mercy                                 | When I Die Musik: Frank Farian, Dietmar Kawohl; Text: Peter Bischof-Fallenstein, Diane Eve Warren                                                                              | –                         |
| 6. April 1997 – 3. Mai 1997 4 Wochen | 4                                        | Tic Tac Toe                              | Warum? Thorsten Börger | –                         |
| 4. Mai 1997 – 17. Mai 1997 2 Wochen (insgesamt 7) | 7                                        | Rainhard Fendrich                        | Blond Musik: Rainhard Fendrich, Harold Faltermeier; Text: Rainhard Fendrich | –                         |
| 18. Mai 1997 – 24. Mai 1997 1 Woche | 1                                        | Spice Girls                              | Mama Matthew Paul Rowbottom, Richard Frederick Stannard, Melanie Janine Brown, Victoria Caroline Beckham, Geraldine Estelle Halliwell, Emma Lee Bunton, Melanie Jayne Chisholm | –                         |
| 25. Mai 1997 – 28. Juni 1997 5 Wochen (insgesamt 7) | 7                                        | Rainhard Fendrich                        | Blond Musik: Rainhard Fendrich, Harold Faltermeier; Text: Rainhard Fendrich | –                         |
| 29. Juni 1997 – 19. Juli 1997 3 Wochen | 3                                        | Hanson                                   | MMMBop Clarke Isaac Hanson, Jordan Taylor Hanson, Zachary Walker Hanson | –                         |
| 20. Juli 1997 – 27. September 1997 10 Wochen | 10                                       | Puff Daddy feat. Faith Evans und 112     | I’ll Be Missing You Faith Renee Evans, Gordon Matthew Sumner, Todd Gaither | –                         |
| 28. September 1997 – 31. Januar 1998 18 Wochen | 18                                       | Elton John                               | Something About the Way You Look Tonight / Candle in the Wind ’97 Elton John, Bernie Taupin                                                                                    | –                         |

## Alben
| ← 1996 ← | Liste der Nummer-eins-Alben in Österreich | Liste der Nummer-eins-Alben in Österreich | Liste der Nummer-eins-Alben in Österreich | 1998 →                    |
| \| Zeitraum \| Wo. ges. \| Interpret \| Titel \| Zusätzliche Informationen \| \| (Zeitraum, Wochen auf Platz eins, Interpret, Titel, zusätzliche Informationen) \| \| \| \| \| \| ------------------------------------------------------------------------------ \| -------- \| ------------------------------- \| --------------------------- \| ------------------------- \| \| 8. Dezember 1996 – 4. Januar 1997 4 Wochen \| 4 \| Die Schlümpfe \| Voll der Winter! Vol. 4 \| – \| \| 5. Januar 1997 – 11. Januar 1997 1 Woche \| 1 \| Backstreet Boys \| Backstreet Boys \| – \| \| 12. Januar 1997 – 22. Februar 1997 6 Wochen \| 6 \| Madonna \| Evita (Soundtrack) \| – \| \| 23. Februar 1997 – 15. März 1997 3 Wochen (insgesamt 4) \| 4 \| No Mercy \| My Promise \| – \| \| 16. März 1997 – 5. April 1997 3 Wochen \| 3 \| U2 \| Pop \| – \| \| 6. April 1997 – 19. April 1997 2 Wochen \| 2 \| Spice Girls \| Spice \| – \| \| 20. April 1997 – 26. April 1997 1 Woche (insgesamt 2) \| 2 \| Andrea Bocelli \| Romanza \| – \| \| 27. April 1997 – 3. Mai 1997 1 Woche (insgesamt 4) \| 4 \| No Mercy \| My Promise \| – \| \| 4. Mai 1997 – 14. Juni 1997 6 Wochen \| 6 \| Rainhard Fendrich \| Blond \| – \| \| 15. Juni 1997 – 21. Juni 1997 1 Woche (insgesamt 2) \| 2 \| Andrea Bocelli \| Romanza \| – \| \| 22. Juni 1997 – 5. Juli 1997 2 Wochen \| 2 \| Die Schlümpfe \| Balla Balla – Vol. 5 \| – \| \| 6. Juli 1997 – 12. Juli 1997 1 Woche \| 1 \| Jon Bon Jovi \| Destination Anywhere \| – \| \| 13. Juli 1997 – 9. August 1997 4 Wochen \| 4 \| The Prodigy \| The Fat of the Land \| – \| \| 10. August 1997 – 23. August 1997 2 Wochen \| 2 \| Puff Daddy and the Family \| No Way Out \| – \| \| 24. August 1997 – 6. September 1997 2 Wochen \| 2 \| Backstreet Boys \| Backstreet’s Back \| – \| \| 7. September 1997 – 20. September 1997 2 Wochen \| 2 \| Rammstein \| Sehnsucht \| – \| \| 21. September 1997 – 4. Oktober 1997 2 Wochen \| 2 \| Erste Allgemeine Verunsicherung \| Im Himmel ist die Hölle los \| – \| \| 5. Oktober 1997 – 11. Oktober 1997 1 Woche \| 1 \| Elton John \| The Big Picture \| – \| \| 12. Oktober 1997 – 15. November 1997 5 Wochen \| 5 \| The Rolling Stones \| Bridges to Babylon \| – \| \| 16. November 1997 – 22. November 1997 1 Woche \| 1 \| Spice Girls \| Spiceworld \| – \| \| 23. November 1997 – 29. November 1997 1 Woche \| 1 \| Eros Ramazzotti \| Eros \| – \| \| 30. November 1997 – 6. Dezember 1997 1 Woche \| 1 \| Metallica \| ReLoad \| – \| \| 7. Dezember 1997 – 3. Januar 1998 4 Wochen \| 4 \| Céline Dion \| Let’s Talk About Love \| – \| |                                           |                                           |                                           |                           |
| ← 1996 |                                           |                                           |                                           | → 1998 →                  |
| Zeitraum | Wo. ges.                                  | Interpret                                 | Titel                                     | Zusätzliche Informationen |
| (Zeitraum, Wochen auf Platz eins, Interpret, Titel, zusätzliche Informationen) |                                           |                                           |                                           |                           |
| 8. Dezember 1996 – 4. Januar 1997 4 Wochen | 4                                         | Die Schlümpfe                             | Voll der Winter! Vol. 4                   | –                         |
| 5. Januar 1997 – 11. Januar 1997 1 Woche | 1                                         | Backstreet Boys                           | Backstreet Boys                           | –                         |
| 12. Januar 1997 – 22. Februar 1997 6 Wochen | 6                                         | Madonna                                   | Evita (Soundtrack)                        | –                         |
| 23. Februar 1997 – 15. März 1997 3 Wochen (insgesamt 4) | 4                                         | No Mercy                                  | My Promise                                | –                         |
| 16. März 1997 – 5. April 1997 3 Wochen | 3                                         | U2                                        | Pop                                       | –                         |
| 6. April 1997 – 19. April 1997 2 Wochen | 2                                         | Spice Girls                               | Spice                                     | –                         |
| 20. April 1997 – 26. April 1997 1 Woche (insgesamt 2) | 2                                         | Andrea Bocelli                            | Romanza                                   | –                         |
| 27. April 1997 – 3. Mai 1997 1 Woche (insgesamt 4) | 4                                         | No Mercy                                  | My Promise                                | –                         |
| 4. Mai 1997 – 14. Juni 1997 6 Wochen | 6                                         | Rainhard Fendrich                         | Blond                                     | –                         |
| 15. Juni 1997 – 21. Juni 1997 1 Woche (insgesamt 2) | 2                                         | Andrea Bocelli                            | Romanza                                   | –                         |
| 22. Juni 1997 – 5. Juli 1997 2 Wochen | 2                                         | Die Schlümpfe                             | Balla Balla – Vol. 5                      | –                         |
| 6. Juli 1997 – 12. Juli 1997 1 Woche | 1                                         | Jon Bon Jovi                              | Destination Anywhere                      | –                         |
| 13. Juli 1997 – 9. August 1997 4 Wochen | 4                                         | The Prodigy                               | The Fat of the Land                       | –                         |
| 10. August 1997 – 23. August 1997 2 Wochen | 2                                         | Puff Daddy and the Family                 | No Way Out                                | –                         |
| 24. August 1997 – 6. September 1997 2 Wochen | 2                                         | Backstreet Boys                           | Backstreet’s Back                         | –                         |
| 7. September 1997 – 20. September 1997 2 Wochen | 2                                         | Rammstein                                 | Sehnsucht                                 | –                         |
| 21. September 1997 – 4. Oktober 1997 2 Wochen | 2                                         | Erste Allgemeine Verunsicherung           | Im Himmel ist die Hölle los               | –                         |
| 5. Oktober 1997 – 11. Oktober 1997 1 Woche | 1                                         | Elton John                                | The Big Picture                           | –                         |
| 12. Oktober 1997 – 15. November 1997 5 Wochen | 5                                         | The Rolling Stones                        | Bridges to Babylon                        | –                         |
| 16. November 1997 – 22. November 1997 1 Woche | 1                                         | Spice Girls                               | Spiceworld                                | –                         |
| 23. November 1997 – 29. November 1997 1 Woche | 1                                         | Eros Ramazzotti                           | Eros                                      | –                         |
| 30. November 1997 – 6. Dezember 1997 1 Woche | 1                                         | Metallica                                 | ReLoad                                    | –                         |
| 7. Dezember 1997 – 3. Januar 1998 4 Wochen | 4                                         | Céline Dion                               | Let’s Talk About Love                     | –                         |

## Jahreshitparaden
| ← 1996 ← | Liste der Nummer-eins-Hits in Österreich | Liste der Nummer-eins-Hits in Österreich | Liste der Nummer-eins-Hits in Österreich | 1998 →   |
| \| Singles \| Position# \| Alben \| \| -------------------------------------------------------------------------------------------------------------------------- \| --------- \| --------------------------------- \| \| Something About the Way You Look Tonight / Candle in the Wind ’97 Elton John Elton John, Bernie Taupin \| 1 \| My Promise No Mercy \| \| I’ll Be Missing You Puff Daddy feat. Faith Evans & 112 Faith Renee Evans, Gordon Matthew Sumner, Todd Gaither \| 2 \| Blond Rainhard Fendrich \| \| Time to Say Goodbye ( (Con te partiró)) Sarah Brightman & Andrea Bocelli Musik: Francesco Sartori; Text: Lucio Quarantotto \| 3 \| Klappe die 2te Tic Tac Toe \| \| When I Die No Mercy Musik: Frank Farian, Dietmar Kawohl; Text: Peter Bischof-Fallenstein, Diane Eve Warren \| 4 \| Evita (Soundtrack) Madonna \| \| Don’t Speak No Doubt Gwen Renee Stefani, Eric Matthew Stefani \| 5 \| Backstreet’s Back Backstreet Boys \| \| Un-Break My Heart Toni Braxton Diane Eve Warren \| 6 \| Romanza Andrea Bocelli \| \| Mmmbop Hanson Clarke Isaac Hanson, Jordan Taylor Hanson, Zachary Walker Hanson \| 7 \| Pop U2 \| \| Blond Rainhard Fendrich Musik: Rainhard Fendrich, Harold Faltermeier; Text: Rainhard Fendrich \| 8 \| Spice Spice Girls \| \| Warum? Tic Tac Toe Thorsten Börger \| 9 \| Backstreet Boys \| \| I Believe I Can Fly R. Kelly Robert Shirey Kelly \| 10 \| Bocelli Andrea Bocelli \| |                                          |                                          |                                          |          |
| ← 1996 |                                          |                                          |                                          | → 1998 → |
| Singles | Position#                                | Alben                                    |                                          |          |
| Something About the Way You Look Tonight / Candle in the Wind ’97 Elton John Elton John, Bernie Taupin | 1                                        | My Promise No Mercy                      |                                          |          |
| I’ll Be Missing You Puff Daddy feat. Faith Evans & 112 Faith Renee Evans, Gordon Matthew Sumner, Todd Gaither | 2                                        | Blond Rainhard Fendrich                  |                                          |          |
| Time to Say Goodbye ( (Con te partiró)) Sarah Brightman & Andrea Bocelli Musik: Francesco Sartori; Text: Lucio Quarantotto | 3                                        | Klappe die 2te Tic Tac Toe               |                                          |          |
| When I Die No Mercy Musik: Frank Farian, Dietmar Kawohl; Text: Peter Bischof-Fallenstein, Diane Eve Warren | 4                                        | Evita (Soundtrack) Madonna               |                                          |          |
| Don’t Speak No Doubt Gwen Renee Stefani, Eric Matthew Stefani | 5                                        | Backstreet’s Back Backstreet Boys        |                                          |          |
| Un-Break My Heart Toni Braxton Diane Eve Warren | 6                                        | Romanza Andrea Bocelli                   |                                          |          |
| Mmmbop Hanson Clarke Isaac Hanson, Jordan Taylor Hanson, Zachary Walker Hanson | 7                                        | Pop U2                                   |                                          |          |
| Blond Rainhard Fendrich Musik: Rainhard Fendrich, Harold Faltermeier; Text: Rainhard Fendrich | 8                                        | Spice Spice Girls                        |                                          |          |
| Warum? Tic Tac Toe Thorsten Börger | 9                                        | Backstreet Boys                          |                                          |          |
| I Believe I Can Fly R. Kelly Robert Shirey Kelly | 10                                       | Bocelli Andrea Bocelli                   |                                          |          |